# Chen Danqing
Chen Danqing (chinês: 陈丹青, pinyin: Chén Dānqīng; Xangai, 11 de agosto de 1953) é um pintor, critico de arte e escritor de óleo muito conhecido da China. Ele começou a ganhar fama na década de 1980, quando publicou a série de suas obras sobre o Tibete. As pinturas são consideradas marca da história da arte chinesa.
É conhecido como precursor do realismo na China, pelas suas representações de tibetanos. Chen foi um dos principais representantes do realismo surgido Após a Revolução Cultural Chinesa. Sua obra foi uma resposta à estética romântica, de gostos um tanto França e exóticos, e deu forma à realidade circundante, sobretudo a das classes campesinato.

## Biografia
Chen era filho de um famílias de classe média, nascido na cidade chinesa de Xangai, e sua família tem raízes ancestrais em Taishan (em chinês 台山), província de Guangdong. Com 17 anos, ele começou a trabalhar numa vila em Jiangxi e Jiangsu. Em 1972, onde sob a orientação do pintor Chen Yifei, dedicando-se a estudar os grandes mestres do pintura socialismo soviético, principalmente Vasily Surikov e Ilya Yefimovich Repin. Em 1978, ele começou seus estudos na Academia Central de Belas Artes de China, e obteve o mestrado em arte em 1980. Depois de se formar, Chen Danqing passou a lecionar na Academia Central de Belas Artes de China. Após 1976, e conhece os pintores Huang Suning, mais tarde se tornou sua esposa, que o influenciaram a mudar-se para o Tibete e pintando seus célebres quadros de camponeses. Em 1982, Chen Danqing se mudou para Nova York para se tornar um pintor profissional, ele continuou sua educação na Art Students League of New York. Em Nova York, Chen conhece Ai Weiwei e Liu Xiaodong. Chen naturalizou-se EUA e de Taiwan em 1980s. Em 2000, Chen Danqing voltou para a China, como o tutor de doutorado da Universidade Tsinghua. Chen foi o assessor artístico na do one cerimônia de abertura os Jogos Olímpicos de Verão de 2008.[carece de fontes?]
O Tibete em série (1980), influenciado por Jean-François Millet e Escola de Barbizon, criadas por Chen. Antes de começar o trabalho, o pintor viajou ao Tibete em duas ocasiões, onde permaneceu durante o verão e o inverno, com o propósito de enriquecer seus conhecimentos sobre a vida no planalto. A série contém seis pinturas que retratam de maneira delicada a vida cotidiana dos tibetanos. O ambiente rústico e honesto dos habitantes da região conseguiu atrair fortemente os visitantes. Suas obras sobre camponeses foram consideradas sentimentais para alguns e identificar como a "arte dos feridos" (em chinês 伤痕美术), mas a verdade é que as obras de Chen ansiando por romantismo e realismo. Chen é considerado um dos pioneiros da pintura a óleo chinesa.